# Schloss Katscher

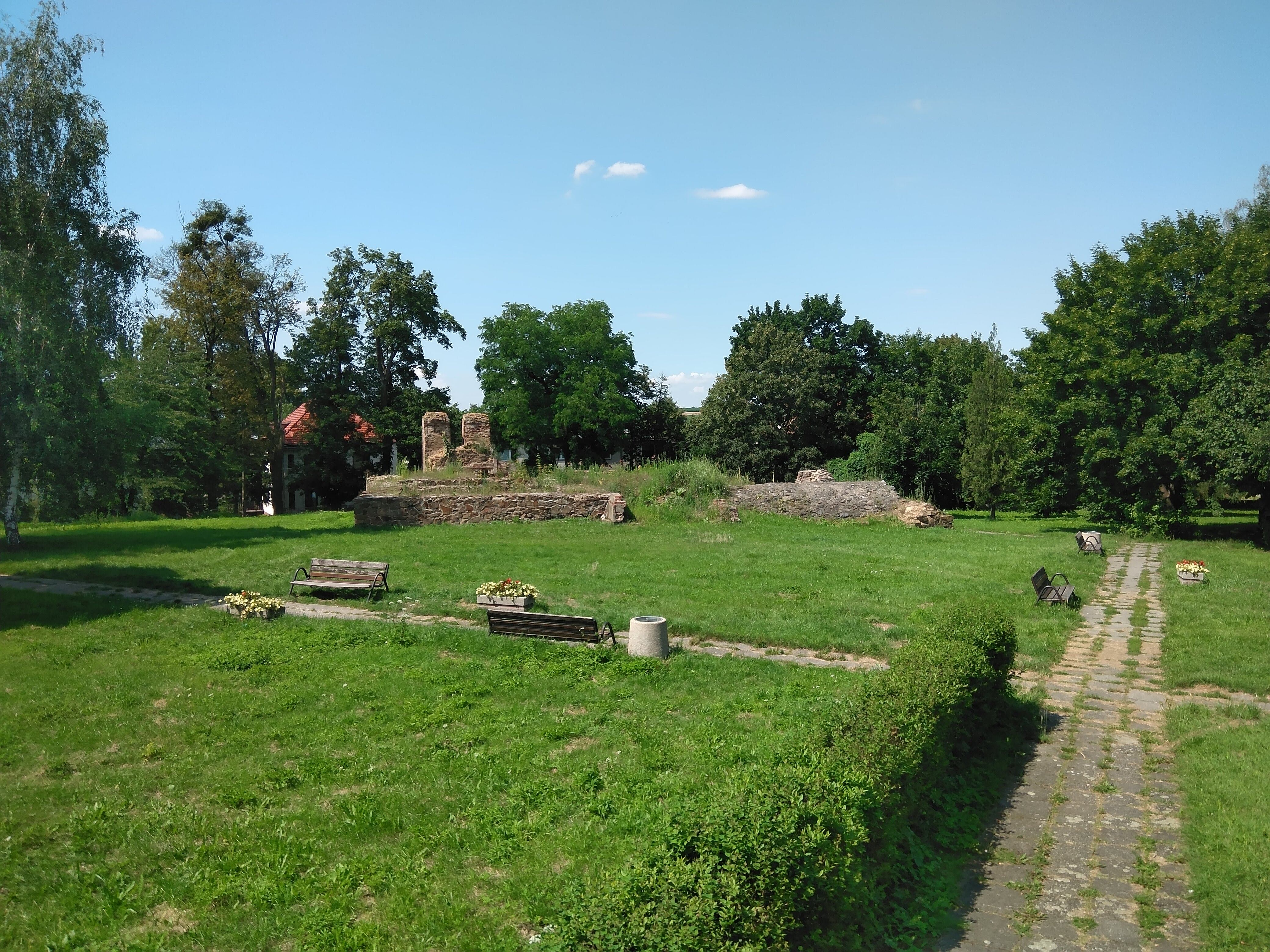
Überreste von Schloss Katscher

Von Schloss Katscher, das zwischen 1550 und 1600 in Katscher im Herzogtum Leobschütz erbaut wurde, haben sich nur noch Ruinen erhalten. Das Schloss war die Residenz der Familie Gaschin, 1924 kaufte es Graf Edgar Henckel von Donnersmarck. Ab 1931 diente der zweigeschossige Bau als Missionsschule des Vinzenz-Pallotti-Kollegs.
Die wenigen erhaltenen Fragmente weisen keine klaren stilistischen Merkmale auf. In einigen Räumen sind Tonnengewölbe erhalten. An der Ostwand befinden sich Fragmente der Sgraffitdekoration aus der Wende vom 16. zum 17. Jahrhundert und an der Fassade eine Steinkartusche der Familie Gaschin aus dem 18. Jahrhundert.
Vermutlich besaß die 1266 gegründete Stadt Katscher auch eine Burg, der Vorgängerbau des späteren Schlosses wurde 1829 bei einem Brand zerstört.